# Lobelia fastigiata
Lobelia fastigiata är en klockväxtart som beskrevs av Carl Sigismund Kunth. Lobelia fastigiata ingår i släktet lobelior, och familjen klockväxter. Inga underarter finns listade i Catalogue of Life.